# Huargos (Tolkien)
Tomado del inglés antiguo warg, los huargos o lobos salvajes son una raza de criaturas ficticias en los libros de J. R. R. Tolkien sobre la Tierra Media. Por lo general son aliados de los orcos o trasgos, a quienes les permiten montar sobre sus espaldas en la batalla. Los huargos son eficaces contra la caballería, pues los caballos les temen y los jinetes de huargos quedan bastante bajos como para acuchillar sus vientres, derribando a los jinetes que son atacados por el huargo. El huargo entiende una lengua rudimentaria propia. Es probable que desciendan de los hombres lobo de Draugluin de la Primera Edad.
En El hobbit, los huargos aparecen dos veces, una vez en la persecución de Bilbo Bolsón, Gandalf, y los enanos al este de las Montañas Nubladas, y otra vez en la Batalla de los Cinco Ejércitos. En El Señor de los Anillos, son mencionados en Las dos torres, donde una banda de huargos y sus jinetes orcos atacan la columna de refugiados de Edoras en Hollín, además de aparecer en la batalla de Cuernavilla, en el Abismo de Helm. Saruman mantuvo huargos en guaridas bajo Isengard, y durante la Guerra del Anillo, envió orcos montados sobre huargos a la batalla. Los jinetes huargos de Saruman eran feroces y mortales, con aspectos aterradores, pues se confeccionaban sus armaduras con restos óseos, pieles y cuero de caballos y hombres y mechones de pelo de huargo. Generalmente lucían tremendas cicatrices, producto de su estrecho contacto con estos feroces animales. La caballería de Mordor era, generalmente, de jinetes de Huargo. Durante la Guerra del Anillo, en 3018-19, los huargos merodearon los muros de Bree.

## Adaptaciones
En la trilogía cinematográfica de El Señor de los Anillos, de Peter Jackson, los huargos parecen ser un híbrido de hiena/oso/lobo con los ojos a los lados de la cabeza al contrario que los carnívoros mencionados, en lugar de sólo grandes lobos, en un esfuerzo para distinguirlos de los lobos comunes presentando al huargo como algún tipo de primo distante. Debe destacarse, sin embargo, que aunque Tolkien nunca diera una descripción totalmente completa del huargo (él simplemente escribió que eran lobos demoníacos) realmente parecen tener un aspecto de lobo en los pasajes donde son mencionados, tanto en El hobbit como en El Señor de los Anillos.